# Victory Road (2025)
Victory Road (2025) será um evento de luta livre profissional produzido pela Total Nonstop Action Wrestling (TNA). Ele acontecerá no dia 26 de setembro de 2025, no Edmonton Expo Centre, em Edmonton, Alberta, Canadá, e será transmitido pelo TNA+. Este será o 19º evento na cronologia do Victory Road. Também marcará o primeiro grande evento de luta livre em Edmonton desde o Backlash da WWE em 2004.

## Produção

### Introdução
Victory Road foi um evento anual de luta livre profissional produzido pela Total Nonstop Action Wrestling (TNA) entre 2004 e 2012. Em 2013, a TNA interrompeu a maioria de seus eventos mensais pay-per-view em favor dos novos eventos pré-gravados One Night Only. Victory Road seria revivido como um evento "One Night Only" em 2014, uma edição especial da série semanal de televisão do Impact em 2017, e desde o evento de 2019, passou a ser um especial mensal para o TNA+.
Em 26 de junho de 2025, foi anunciado que o Victory Road 2025 aconteceria no dia 26 de setembro de 2025, no Edmonton Expo Centre, em Edmonton, Alberta, Canadá.

### Histórias
O evento incluirá lutas que resultam de histórias com script, onde os lutadores retratam heróis, vilões ou personagens menos distinguíveis em eventos que criam tensão e culminam em uma luta ou série de lutas. As histórias são produzidas nos programas semanais da TNA, Impact! e Xplosion.